# Jonathan Bernier
Jonathan Bernier (* 7. září 1988, Laval, Québec, Kanada) je kanadský hokejový brankář hrající v týmu New Jersey Devils v severoamerické lize NHL. V sezóně 2011/2012 získal Stanley Cup s týmem Los Angeles Kings.

## Kariéra

### Klubová kariéra
Bernierova juniorská kariéra byla pevně spjatá s týmem Lewiston Maineiacs v lize QMJHL. První gól v QMJHL mu vstřelil jeho bratr Marc-André Bernier 24. září 2004. 29. září 2007 debutoval Bernier v NHL za Los Angeles Kings proti Anaheimu Ducks v zápase, který byl hrán v Londýně, v Anglii. Z 27 střel obdržel jeden gól a přispěl k vítězství 4:1 a byl jmenován druhou hvězdou zápasu. Vzhledem k nepřesvědčivému výkonu v pokračující sezóně byl odeslán zpět do juniorské ligy. Vzhledem k úspěchům Jonathana Quicka, chytal Bernier v sezónách 2008–09 a 2009–10 v nižší lize AHL v týmu Manchester Monarchs. V roce 2010 byl zvolen do AHL All-Star Game. Když byl na konci sezóny 2009–10 Quick indisponován, tak Bernier chytal ve třech zápasech po sobě. Vychytal vítězství 2:1 po nájezdech proti Dallasu Stars a 30. března 2010 vychytal své první čisté konto v NHL při vítězství 2:0 nad Nashvillem Predators.

### Mezinárodní kariéra
Bernier reprezentoval Kanadu na MS do 18 let v roce 2006, které se konalo ve Švédsku. V roce 2007 byl pozván na reprezentační sraz juniorského týmu Kanady, ale na MS juniorů byli nakonec pozváni Carey Price a Leland Irving. Spolu se Stevem Masonem byl vybrán do juniorského reprezentačního týmu Kanady pro MS juniorů 2008, na kterém vyhráli zlaté medaile.

## Úspěchy

### Individuální úspěchy
- All-Star Team na MS 18' – 2006
- Guy Lafleur Trophy – 2006–07
- QMJHL 2. All-Star Team – 2006–07
- CHL 2. All-Star Team – 2006–07
- Aldege "Baz" Bastien Memorial Award – 2009–10

### Týmové úspěchy
- President's Cup – 2006–07
- Zlatá medaile na MSJ – 2008

## Statistiky

### Statistiky v základní části
| 2004–05     | Lewiston Maineiacs  | QMJHL       | 23  | 2.97 | 90,9 | 7  | 12 | 67  | 672  | 0  | 1353   |
| 2005–06     | Lewiston Maineiacs  | QMJHL       | 54  | 2.70 | 90,8 | 27 | 26 | 146 | 1440 | 2  | 3241   |
| 2006–07     | Lewiston Maineiacs  | QMJHL       | 37  | 2.58 | 90,5 | 26 | 10 | 94  | 896  | 2  | 2186   |
| 2007–08     | Los Angeles Kings   | NHL         | 4   | 4.03 | 86,4 | 1  | 3  | 16  | 102  | 0  | 238    |
| 2007–08     | Manchester Monarchs | AHL         | 3   | 1.63 | 94,6 | 1  | 1  | 5   | 88   | 0  | 184    |
| 2007–08     | Lewiston Maineiacs  | QMJHL       | 34  | 2.73 | 90,8 | 18 | 15 | 92  | 909  | 0  | 2024   |
| 2008–09     | Manchester Monarchs | AHL         | 54  | 2.40 | 91,4 | 23 | 24 | 124 | 1311 | 5  | 3101   |
| 2009–10     | Los Angeles Kings   | NHL         | 3   | 1.30 | 95,7 | 3  | 0  | 4   | 90   | 1  | 185    |
| 2009–10     | Manchester Monarchs | AHL         | 58  | 2.03 | 93,6 | 30 | 21 | 116 | 1707 | 9  | 3424   |
| 2010–11     | Los Angeles Kings   | NHL         | 25  | 2.48 | 91,3 | 11 | 8  | 57  | 595  | 3  | 1378   |
| 2011–12     | Los Angeles Kings   | NHL         | 16  | 2.36 | 90,9 | 5  | 6  | 35  | 348  | 1  | 890    |
| 2012–13     | Los Angeles Kings   | NHL         | 14  | 1.88 | 92,2 | 9  | 3  | 24  | 282  | 1  | 768    |
| 2013–14     | Toronto Maple Leafs | NHL         | 55  | 2.68 | 92,3 | 26 | 19 | 138 | 1649 | 1  | 3084   |
| 2014–15     | Toronto Maple Leafs | NHL         | 58  | 2.87 | 91,2 | 21 | 28 | 152 | 1583 | 2  | 3177   |
| 2015–16     | Toronto Maple Leafs | NHL         | 38  | 2.88 | 90,8 | 12 | 21 | 103 | 1011 | 3  | 2147   |
| 2015–16     | Toronto Marlies     | AHL         | 4   | 1.25 | 94,8 | 3  | 0  | 5   | 91   | 3  | 240    |
| 2016–17     | Anaheim Ducks       | NHL         |     |      |      |    |    |     |      |    |        |
| 2017–18     | Colorado Avalanche  | NHL         |     |      |      |    |    |     |      |    |        |
| 2018–19     | Detroit Red Wings   | NHL         |     |      |      |    |    |     |      |    |        |
| 2019–20     | Detroit Red Wings   | NHL         |     |      |      |    |    |     |      |    |        |
| 2020–21     | Detroit Red Wings   | NHL         |     |      |      |    |    |     |      |    |        |
| 2021–22     | New Jersey Devils   | NHL         |     |      |      |    |    |     |      |    |        |
| NHL celkově | NHL celkově         | NHL celkově | 213 | 2.67 | 91,5 | 88 | 88 | 529 | 5660 | 12 | 11 867 |
| AHL celkově | AHL celkově         | AHL celkově | 119 | 2.16 | 92,8 | 57 | 46 | 250 | 3197 | 17 | 6949   |

### Statistiky v play off
| 2004–05     | Lewiston Maineiacs  | QMJHL       | 1  | 0.00 | 100,0 | 0  | 0 | 0  | 9   | 0 | 20   |
| 2005–06     | Lewiston Maineiacs  | QMJHL       | 6  | 2.84 | 91,4  | 2  | 4 | 17 | 180 | 1 | 359  |
| 2006–07     | Lewiston Maineiacs  | QMJHL       | 17 | 2.34 | 91,9  | 16 | 1 | 40 | 455 | 1 | 1025 |
| 2007–08     | Manchester Monarchs | AHL         | 3  | 2.76 | 90,8  | 0  | 3 | 9  | 89  | 0 | 195  |
| 2007–08     | Lewiston Maineiacs  | QMJHL       | 6  | 2.93 | 91,8  | 2  | 4 | 17 | 190 | 0 | 348  |
| 2009–10     | Manchester Monarchs | AHL         | 16 | 1.81 | 93,9  | 10 | 6 | 30 | 458 | 3 | 996  |
| 2012–13     | Los Angeles Kings   | NHL         | 1  | 0.00 | 100,0 | 0  | 0 | 0  | 9   | 0 | 30   |
| NHL celkově | NHL celkově         | NHL celkově | 1  | 0.00 | 100,0 | 0  | 0 | 0  | 9   | 0 | 30   |
| AHL celkově | AHL celkově         | AHL celkově | 19 | 1.96 | 93,3  | 10 | 9 | 39 | 547 | 3 | 1191 |

### Statistiky v reprezentaci
| 2006           | Kanada 18      | MS 18 let      | 7 | 1.71 | 94,3 | 3 | 3 | 12 | 199 | 1 | 421 |
| 2008           | Kanada 20      | MS 20 let      | 2 | 2.00 | 94,7 | 1 | 1 | 4  | 72  | 1 | 120 |
| 2011           | Kanada         | MS             | 3 | 2.01 | 91,7 | 2 | 1 | 6  | 66  | 0 | 179 |
| MS 18´ celkově | MS 18´ celkově | MS 18´ celkově | 7 | 1.71 | 94,3 | 3 | 3 | 12 | 199 | 1 | 421 |
| MS 20´ celkově | MS 20´ celkově | MS 20´ celkově | 2 | 2.00 | 94,7 | 1 | 1 | 4  | 72  | 1 | 120 |
| MS celkově     | MS celkově     | MS celkově     | 3 | 2.01 | 91,7 | 2 | 1 | 6  | 66  | 0 | 179 |

## Osobní život
V létě 2016 si vzal za manželku francouzskou modelku Martine Forget. Mají spolu syny Tylera, Bradyho a dceru Ivy.